# Saint-André-en-Vivarais
Saint-André-en-Vivarais é uma comuna francesa na região administrativa de Auvérnia-Ródano-Alpes, no departamento de Ardèche. Estende-se por uma área de 20,48 km². Em 2010 a comuna tinha 214 habitantes (densidade: 10,4 hab./km²).